# ریس براون
ریس براون (انگلیسی: Reece Brown؛ زادهٔ ۱ نوامبر ۱۹۹۱) یک بازیکن فوتبال اهل بریتانیا است.